# Polystachya songaniensis
Polystachya songaniensis là một loài thực vật có hoa trong họ Lan. Loài này được G.Will. miêu tả khoa học đầu tiên năm 1982.